# Лікарівка
Лікарі́вка — село в Україні, у Приютівській селищній громаді Олександрійського району Кіровоградської області. Населення становить 820 осіб.
На південь від села розташований ботанічний заказник загальнодержавного значення «Лікарівський».

## Населення
Згідно з переписом УРСР 1989 року чисельність наявного населення села становила 900 осіб, з яких 415 чоловіків та 485 жінок.
За переписом населення України 2001 року в селі мешкало 812 осіб.

### Мова
Розподіл населення за рідною мовою за даними перепису 2001 року:
| Мова       | Відсоток |
| ---------- | -------- |
| українська | 93,17 %  |
| російська  | 6,10 %   |
| молдовська | 0,24 %   |
| білоруська | 0,12 %   |
| інші       | 0,37 %   |